# Las Vegas
Las Vegas, colocvial numit doar „Vegas”, este cel mai mare oraș din statul Nevada al Statelor Unite ale Americii și capitala comitatului Clark. Las Vegas se clasează anual printre cele mai populare destinații turistice din lume. 
Las Vegas este recunoscut internațional ca un oraș de vacanță cu hoteluri și locuri de odihnă, magazine și faimoase cazinouri pentru jocuri de noroc. Construcția orașului a început în anul 1905, iar localitatea a obținut titlul administrativ de oraș în 1911. Datorită unui ritm de creștere susținut, Las Vegas a devenit cel mai mare oraș din Statele Unite fondat în secolul al XX-lea, asemănător cu Chicago, care este considerat cel mai mare oraș fondat în secolul al XIX-lea. Las Vegas este în prezent cel de-al 28-lea oraș din Statele Unite după numărul de locuitori.
Orașul a avut un număr de 37,3 milioane de turiști în anul 2010 și 39,2 milioane în 2007.

## Personalități născute aici
- John Albert Kramer (1921 – 2009), tenismen;
- Catherine Marie Cortez Masto (1964), om politic;
- Billy Sherwood (n. 1965), muzician;
- Loren Dean (n. 1969), actor;
- Charisma Carpenter (n. 1970), actriță;
- James Root (n. 1971), chitarist;
- Andre Agassi (n. 1970), tenismen;
- Jenna Jameson (n. 1974), actriță porno;
- Ronnie Vannucci Jr. (n. 1976), toboșar;
- Jenny Lewis (n. 1976), cântăreață;
- Beth Riesgraf (n. 1978), actriță;
- Cerina Vincent (n. 1979), actriță;
- Rutina Wesley (n. 1979), actriță;
- Matthew Gray Gubler (n. 1980), actor;
- Thomas Ian Nicholas (n. 1980), actor, regizor;
- Cindy Crawford[7] (n. 1980), actriță porno.